# Ficus cerasicarpa
Ficus cerasicarpa là một loài thực vật có hoa trong họ Moraceae. Loài này được D.J.Dixon mô tả khoa học đầu tiên năm 2001.